# Centrale nucleare di Xudabao
La centrale nucleare di Xudabao è una futura centrale nucleare cinese situata vicino alla città di Xingcheng, nella provincia di Liaoning. La centrale sarà equipaggiata con 6 reattori fra CAP1000 e VVER1200.